# Aeropuerto de Analalava
Aeropuerto de Analalava es un aeropuerto situado en Analalava, Madagascar (IATA: HVA, OACI: FMNL).

## Servicios
- Air Madagascar (Antananarivo)